# Wybory uzupełniające
Wybory uzupełniające – wybory przeprowadzane w celu uzupełnienia składu wybieranego organu.

## W Polsce
W Polsce przeprowadza się je w celu:
- obsadzenia wygasłego mandatu senatora w Senacie RP,
- obsadzenia wygasłego mandatu radnego w radzie gminy w gminie niebędącej miastem na prawach powiatu.

W przypadku opróżnienia mandatu posła na Sejm na wakujące miejsce wchodzi kandydat z tej samej listy, który uzyskał kolejno największą liczbę głosów.
W identyczny sposób następuje uzupełnienie składu rady miasta w mieście będącym miastem na prawach powiatu, w radzie powiatu oraz w sejmiku województwa, a także obsadzenie wakującego mandatu wybranego w Polsce posła do Parlamentu Europejskiego.
Nie są natomiast wyborami uzupełniającymi wybory wójta, burmistrza bądź prezydenta miasta w przypadku opróżnienia tego urzędu. W tym przypadku właściwe jest określenie „wybory przedterminowe”.

## Na świecie
Wybory uzupełniające występują w systemach politycznych państw świata w dwóch głównych odmianach. Pierwsza jest zbliżona w swej istocie do wyżej opisanego polskiego zastosowania i służy uzupełnieniu opróżnionego (najczęściej z powodu śmierci lub rezygnacji dotychczas zajmującego je polityka) miejsca w organie wybieranym na zasadach ordynacji większościowej. W ten sposób uzupełnia się skład m.in. brytyjskiej Izby Gmin. Wybranej taką metodą osobie nie przysługuje pełna długość kadencji – niejako kończy ona tylko kadencję swojego poprzednika, a po jej upływie musi ponownie stanąć do wyborów. 
Drugie zastosowanie odnosi się do organów kolegialnych, których skład w każdych wyborach odnawiany jest jedynie częściowo. Np. Senat USA liczy stu członków, zaś podczas każdych wyborów do Izby Reprezentantów (co 2 lata), przedmiotem wyborów staje się także 1/3 miejsc w Senacie. W ten sposób kadencja każdego senatora liczy sześć lat, jednak nawet w przypadku, gdyby w danych wyborach wszystkie mandaty uzyskały osoby o niewielkim wcześniejszym doświadczeniu parlamentarnym, i tak „nowicjusze” będą stanowić tylko 1/3 składu izby. Rozwiązanie takie służy zapewnieniu ciągłości jej działania i uniknięciu sytuacji, w której większość członków „uczy się” dopiero swej roli, co negatywnie wpływa na jakość prac całej izby.